# A Fada e o Bruxo - As Crônicas de Ivi
A Fada e o Bruxo - As Crônicas de Ivi, é um livro de fantasia, escrito pelo empresário  e escritor brasileiro, F. Medina.
Lançado em outubro de 2012 numa produção independente, A fada e o bruxo vendeu milhares de exemplares, foi recomendado por livrarias e leitores, transformando-se rapidamente no principal fenômeno de autopublicação nacional no ano.

## Sinopse
Narrado de forma vertiginosa e intensa, com cenários que parecem ter sido extraídos de um filme futurista, você irá mergulhar no mundo de Ivi, um universo paralelo onde bruxos e fadas brigam por interesses opostos. Neste jogo de poder em que as mulheres estão no comando, cada Ser decide usar suas habilidades mágicas para lutar por sua felicidade.

## Enredo
A história se passa em Ivi, um mundo mágico habitado por bruxos e fadas e várias outras criaturas. Uma paixão surge entre Aiden e Ava, porém aparece mais uma pessoa neste romance, formando um triângulo amoroso..